# Стубберуд, Йорген
Йорген Стубберуд ( Jørgen Stubberud) — норвежский исследователь Антарктики, который принял участие в антарктической экспедиции Руаля Амундсена (1910—1912).
Стубберуд познакомился с Амундсеном в 1909 году, когда выполнял для него плотницкие работы на судне «Фрам». Стубберуд попросил Амундсена взять его в экспедицию. Вместе с Ялмаром Йохансеном и Кристианом Преструдом был направлен к Земле короля Эдуарда VII. Поход состоялся ноябре-декабре 1911 года и закончился неудачей. Полярники достигли лишь гор Куин-Александра (77°11′ ю. ш. 154°32′ з. д.) 3 декабря 1911 года, где Преструд воздвиг каирн, сохранившийся до наших дней и являющийся одним из исторических мест Антарктиды. За участие в антарктической экспедиции Стубберуд был награждён Медалью Южного Полюса (норв. Sydpolsmedaljen).